# Antonio Buzzolla

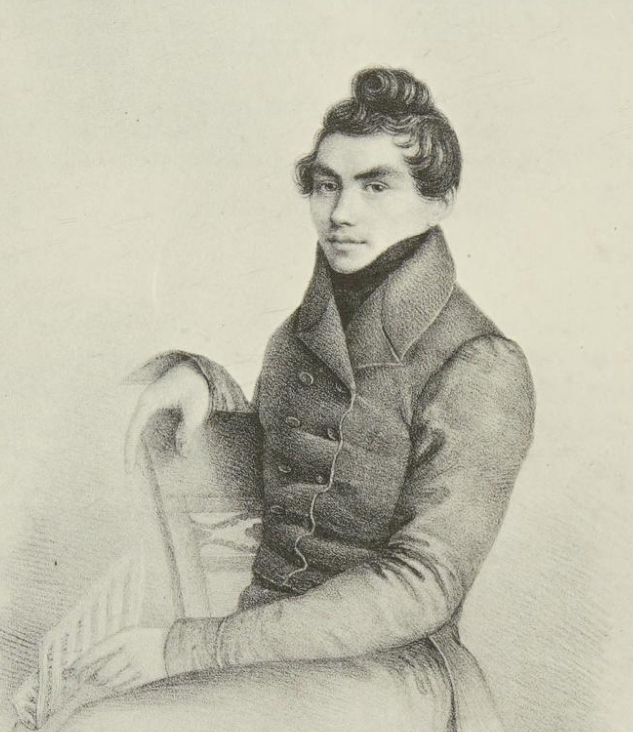
Antonio Buzzolla

Antonio Buzzolla (Adria, 2 maart 1815 – Venetië, 20 maart 1871) was een Italiaans componist en dirigent. Hij studeerde in Venetië en werkte later met Gaetano Donizetti en Saverio Mercadante. Hij componeerde vijf opera’s, maar was bij leven beter bekend om zijn aria’s en canzonetta’s in het Venetiaans. Vanaf 1855 werkte hij als de maestro di cappella van de Cappella Marciana van de Basiliek van San Marco (Venetië). Buzzolla was een van de componisten die door Giuseppe Verdi werden uitgenodigd om bij te dragen aan de Messa per Rossini; hij componeerde het openingsdeel, het Requiem e Kyrie.

## Composities

### Gewijde werken
- Messa a quattro parti e piena orchestra
- Requiem a quattro
- Requiem aeternam e Kyrie van de Messa per Rossini (1871 in het Teatro La Fenice in Venetië met Teresa Stolz en Achille De Bassini)
- Miserere, voor drie stemmen
- veel werken voor de Cappella Marciana, niet uitgegeven

### Pianomuziek
- Sonata [n. 1] in mi bemolle maggiore, Op. 1
- Sonata n. 2 in sol maggiore
- Marziale in do maggiore
- Notturno in fa minore
- Due valzer

### Opera’s
- Ferramondo (Venetië, Teatro San Benedetto, 3 december 1836)
- Mastino I° della Scala (Venetië, Teatro La Fenice, 31 mei 1841)
- Gli Avventurieri (Venetië, Teatro La Fenice, 14 mei 1842)
- Amleto (Venetië, Teatro La Fenice, 24 februari 1848)
- Elisabetta di Valois (Venetië, Teatro La Fenice, 16 februari 1850)
- La puta onorata (in Venetiaans dialect, naar Carlo Goldoni), onvoltooid

### Liederen
- Serate a Rialto, voor een stem met begeleiding op de pianoforte
- Il gondoliere, verhaal van twaalf Venetiaanse aria’s
- I giardinieri, duet in het Venetiaans
- La campana del tramonto
- La desolada
- La farfala
- Un baso in falo
- Un ziro in gondola
- Mi e ti
- El fresco
- El canto
- Cantata funebre dei caduti di Solferino e S. Martino

## Bron
- Biography from Answers.com (gearchiveerd)